# Мирнинський улус
Ми́рнинський улус (район) (якут. Мирнэй улууhа) — муніципальне утворення на заході Якутії. Один із найбільш промислово розвинутих районів республіки.
Адміністративний центр — місто Мирний.

## Географія
Площа — 165,8 тис. км².

## Джерело
- http://sakha.gov.ru/node/12532 [Архівовано 23 лютого 2014 у Wayback Machine.]